# Edmond Delfour
Edmond Augustin Delfour (Ris-Orangis, 1º novembre 1907 – Bastia, 19 dicembre 1990) è stato un calciatore e allenatore di calcio francese.

## Carriera

### Giocatore
In carriera, Delfour giocò in numerose squadre francesi e in questo periodo vinse due campionati e una Coppa di Francia.
Con la Nazionale francese, disputò tre edizioni del Campionato mondiale: 1930, 1934 e 1938.

### Allenatore
Nella sua carriera come allenatore, Delfour allenò varie squadre francesi, belghe e l'Hammam-Lif, club tunisino.

## Palmarès

### Club
- Campionato francese: 2

RC Paris: 1936
FC Rouen: 1940
- Coppa di Francia: 1

RC Paris: 1936